# Округ Турку Маариа-Пааттинен
Округ Турку Маариа-Пааттинен (фин. Maaria-Paattinen, швед. S:t Marie-Patis) — территориальная единица города Турку, включающая в себя 5 районов в северной части города и составляющая половину его площади.
Численность населения округа составляла 8 756 человек (2004) из которых пользовались финским языком как родным — 95,76 %, шведским языком — 1,29 %, другим языком — 2,95 %. В возрасте моложе 15 лет числилось 22,66 %, а старше 65 лет — около 9,92 %.

## Районы
Первоначально в состав округа входило 5 районов, а в настоящее время их число выросло до 10.
| Русское название | (на финском) | (на шведском)  |
| Аэропорт         | Lentokenttä  |                |
| Кярсямяки        | Kärsämäki    |                |
| Метсямяки        | Metsämäki    | Skogsbacka     |
| Мойсио           | Moisio       |                |
| Пааттинен        | Paattinen    | Patis          |
| Руносмяки        | Runosmäki    | Runosbacken    |
| Сарамяки         | Saramäki     | Starbacka      |
| Урусвуори        | Urusvuori    | Urusberget     |
| Юли-Маариа       | Yli-Maaria   | Övre S:t Marie |
| Яакярля          | Jäkärlä      |                |